# Cantón de Belle-Isle-en-Terre
El cantón de Belle-Isle-en-Terre era una división administrativa francesa, que estaba situada en el departamento de Costas de Armor y la región de Bretaña.

## Composición
El cantón estaba formado por siete comunas:
- Belle-Isle-en-Terre
- Gurunhuel
- La Chapelle-Neuve
- Loc-Envel
- Louargat
- Plougonver
- Tréglamus

## Supresión del cantón de Belle-Isle-en-Terre
En aplicación del Decreto nº 2014-150 de 13 de febrero de 2014, el cantón de Belle-Isle-en-Terre fue suprimido el 22 de marzo de 2015 y sus 7 comunas pasaron a formar parte del nuevo cantón de Callac.